# 1810
Промислова революція •  Російська імперія • Наполеонівські війни

## Геополітична ситуація
У Росії царює імператор Олександр I (до 1825). Російській імперії належить більша частина України, значна частина Польщі, Грузія, Фінляндія. Україну розділено між двома державами. Королівство Галичини та Володимирії належить Австрії. Правобережжя, Лівобережжя та Крим — Російській імперії. Задунайська Січ існує під протекторатом Османської імперії.
В Османській імперії править султан Махмуд II (до 1839). Під владою османів перебувають Близький Схід та Єгипет, Середземноморське узбережжя Північної Африки, частина Закавказзя, значні території в Європі: Греція, Болгарія і Сербія. Васалами османів є Волощина та Молдова.
Австрійську імперію очолює Франц II (до 1835). Вона охоплює, крім власне австрійських земель, Угорщину з Хорватією, Трансильванію, Богемію. Частина колишніх імперських земель об'єдналася в Рейнський союз. Король Пруссії — Фрідріх-Вільгельм III (до 1840). Баварське королівство очолює Максиміліан I (до 1825).
Першу французьку імперію очолює Наполеон I (до 1814). Франція має колонії в Карибському басейні, Південній Америці та Індії. Вона приєднала до себе частину Італії та Іллірійські провінції. Іспанією править Жозеф Бонапарт (до 1814). Королівству Іспанія належать Нова Іспанія, Нова Гранада, Віцекоролівство Перу, Внутрішні провінції та Віцекоролівство Ріо-де-ла-Плата в Америці, Філіппіни. Повсюди в Латинській Америці почалася національно-визвольна боротьба. У Португалії королює Марія I (до 1816), але португальська столиця через французьку загрозу перемістилася в Ріо-де-Жанейро. Португалія має володіння в Бразилії, в Африці, в Індії, в Індійському океані й Індонезії. На троні Великої Британії сидить Георг III (до 1820). Печалася Епоха Регентства. Британія має колонії в Північній Америці, на Карибах та в Індії.
Сполучені Штати Америки займають територію частини колишніх британських колоній та купленої у Франції Луїзіани. Посаду президента США обіймає Джеймс Медісон. Територія на півночі північноамериканського континенту належить Великій Британії, вона розділена на Нижню Канаду та Верхню Канаду, територія на півдні та заході континенту належить Іспанії.
Голландське королівство анексоване Францією. Нідерланди мають колонії в Америці, Індонезії та на Формозі. Король Данії та Норвегії — Фредерік VII (до 1863), на шведському троні сижить Карл XIII (до 1818). На Апеннінському півострові Наполеон очолює Італійське королівство, французи також захопили континентальну частину Неаполітанського королівства.
В Ірані при владі Каджари. Британська Ост-Індійська компанія контролює значну частину Індостану. Усе ще ззберігає могутність Імперія Маратха. У Пенджабі існує Сикхська держава. У Бірмі править династія Конбаун, у В'єтнамі — династія Нгуєн. У Китаї володарює Династія Цін. В Японії триває період Едо.

## Події

### В Україні
- У складі Російської імперії утворено Тернопільський край.
- У Києві завершилося будівництво Церкви святого Миколая на Аскольдовій могилі.
- В Одесі закладено Дюківський парк.
- Збудовано перше приміщення Одеського оперного театру.

### У світі
- 12 січня Наполеон офіційно розлучився з Жозефіною Богарне.
- 17 лютого Наполеон оголосив Рим другою столицею імперії.
- 4 березня французькі війська, якими командував Андре Массена, покинули Португалію.
- 11 березня Наполеон уклав шлюб із Марією-Луїзою Австрійською.
- 19 квітня Венесуела першою з латиноамериканських провінцій Іспанії проголосила самоуправління.
- 18-25 травня в Буенос-Айресі відбулася Травнева революція, яка привела до проголошення Об'єднаних провінцій Ріо-де-ла-Плати.
- 9 липня Наполеон анексував Голландське королівство.
- 9 липня Росія придбала у абхазьких князів Сухумі й встановила протекторат над усією Абхазією.
- 20 липня хунта семи повстанців у Віцекоролівстві Нова Гранада проголосила намір відстоювати незалежність від Іспанської імперії.
- 24 липня губернатор Парагваю проголосив лояльність іспанському королю й розірвав стосунки з Буенос-Айресом.
- 6 серпня місто Санта-Крус-де-Момпос (тепер у Колумбії) проголосило незалежність від Іспанії.
- 21 серпня французького маршала Жана-Батіста Бернадота проголошено коронним принцом Швеції.
- 16 вересня католицький священик Мігель Ідальго проголосив у місті Долорес клич, з якого почалася Мексиканська війна за незалежність.
- 18 вересня в Чилі утворилася Перша національна хунта, з якої почався шлях до незалежності.
- 23 вересня незалежність від Іспанії проголосила Республіка Західна Флорида. 27 жовтня США анексували її.
- У жовтні короля Великої Британії Георга III проголосили безповоротно божевільним.
- 2 листопада Гаїті розділилоося на Державу Гаїті на півночі й Республіку Гаїті на півдні.
- 17 листопада Швеція під тиском Франції оголосила війну Великій Британії, в якій утім не було жодних військових дій.
- 29 листопада — 3 грудня британці захопили у французів  Маврикій.
- Секу Амаду розпочав джихад у Малі.

### Наука
- Йоганн Вольфганг фон Гете опублікував свою теорію кольорів.
- Ніколя Аппер опублікував L'art de conserver pendant plusieurs années toutes les substances animales ou végétales, де описав метод консервування продуктів.
- Гамфрі Деві запропонував назвати хімічний елемент хлором.

### Культура
- Людвіг ван Бетховен написав «До Елізи».
- Вальтер Скотт опублікував поему «Володарка озера».
- Відбувся перший Октоберфест — свято влаштували з нагоди одруження баварського кронпринца Людвіга та принцеси Терези Саксонської-Гільдбурггаузької.
- У Парижі зведено Вандомську колону.
- У Росії здано в експлуатацію Маріїнський канал.

## Народились
Дивись також Категорія:Народились 1810
- 1 березня — Фредерик Шопен, видатний польський композитор, піаніст-віртуоз
- 9 березня — Олексій Миколайович Савич, український астроном і геодезист
- 8 червня — Роберт Шуман, німецький композитор
- 5 липня — Фінеас Тейлор Барнум, американський антрепренер
- 10 серпня — Камілло Бенсо Кавур, прем'єр-міністр Сардинського королівства, перший прем'єр об'єднаної Італії (1861)
- 10 жовтня — Іванов Микола Кузьмич, український оперний співак, тенор.

## Померли
Дивись також Категорія:Померли 1810
- 2 грудня — Філіп Отто Рунге, — німецький художник і теоретик, один з лідерів романтизму в німецькому образотворчому мистецтві.
- 20 лютого — Мартин Почобут-Одляницький, білоруський і литовський просвітник, астроном, математик, ректор Головної Віленськой школи
- 24 лютого — Генрі Кавендіш, англійський фізик і хімік